# Ocean Software
Ocean Software var ett brittiskt företag som utvecklade datorspel. Företaget blev 1998 uppköpt av Infogrames. Samma år släpptes det sista spelet från Ocean, Mission: Impossible.
Företaget är mest känt för att ha utvecklat filmlicensspel.